# انجمن ملی سلاح
انجمن ملی سلاح (به انگلیسی: National Rifle Association) سازمانی غیرانتفاعی آمریکایی برای ترویج مالکیت سلاح گرم و آموزش شیوهٔ استفاده از آن در آمریکا است. این سازمان، مسئول حمایت از اسلحهٔ گرم بوده و قصد ترویج آن در سراسر آمریکا را دارد.
انجمن ملی سلاح در سال ۱۸۷۱ به عنوان یک گروه تفریحی برای ترویج و تشویق تیراندازی با تفنگ بنیان‌گذاری شد. امروز این انجمن تبدیل به یکی از قدرتمندترین سازمان‌های سیاسی در آمریکا شده است. فعالیت این انجمن متکی بر یک تفسیر جنجالی از متمم دوم قانون اساسی ایالات متحده آمریکا است.
در سال ۲۰۲۲ انجمن ملی سلاح ۹۷ میلیون دلار، حق عضویت دریافت کرد که نسبت به دوره اوج در سال ۲۰۱۸ حدود ۴۰ درصد افت کرده است.
این انجمن دلیل افت عایدی را همه‌گیری کووید-۱۹ دانسته است در سال ۲۰۲۱ این انجمن ۴٫۲ میلیون دلار برای لابی کردن هزینه کرده است و در مجموع از سال ۲۰۱۰ تا ۲۰۲۳ بیش از ۱۴۰ میلیون دلار پول را به سوی نامزدهای مدافع اسلحه در انتخابات اهدا کرده است. این انجمن اعضای کنگره را از A تا F بر مبنای پشتیبانی آنها از حقوق حفظ اسلحه رتبه‌بندی می‌کند.